# Sokolarci
Sokolarci (makedonsky: Соколарци) je vesnice v Severní Makedonii. Nachází se v opštině Češinovo-Obleševo ve Východním regionu.

## Geografie
Vesnice se nachází na úpatí pohoří Osogovo, v údolí Kočanska kotlina. Leží v nadmořské výšce 311 metrů.

## Historie
Název vesnice je odvozen od slova "sokolar", což bylo v Osmanské říši pojmenování pro osoby, které se živily chovem sokolů pro vojenské účely.
Na konci 19. století spadala vesnice pod Osmanskou říši. Podle bulharského etnografa a spisovatel Vasila Kančova žilo ve vesnici 680 obyvatel, z toho 670 byli Makedonci a 10 Romové.
Během 20. století byla vesnice součástí Jugoslávie, konkrétně Socialistické republiky Makedonie.

## Demografie
Podle sčítání lidu z roku 2002 žije ve vesnici 956 obyvatel. 946 z nich se hlásí k makedonské národnosti, 8 k valašské a 2 k srbské.
| Rok          | 1900 | 1905 | 1948  | 1953  | 1961  | 1971  | 1981  | 1991  | 1994 | 2002 |
| ------------ | ---- | ---- | ----- | ----- | ----- | ----- | ----- | ----- | ---- | ---- |
| Obyvatelstvo | 680  | 702  | 1 055 | 1 166 | 1 307 | 1 225 | 1 176 | 1 053 | 994  | 956  |